# Theo Mettenborg
Theo Mettenborg (* 2. Mai 1971 in Rheda-Wiedenbrück) ist CDU-Politiker und seit 2009 Bürgermeister der Stadt Rheda-Wiedenbrück.

## Leben
Theo Mettenborg wurde 1971 in Rheda-Wiedenbrück geboren und wuchs mit seinen fünf Geschwistern auf dem elterlichen landwirtschaftlichen Betrieb zwischen Wieksweg und Wegböhne auf.

## Politik
Mettenborg kandidierte 2009 erstmals zum Bürgermeisteramt in Rheda-Wiedenbrück. Er konnte sich mit 66,59 % der Stimmen gegen die Mitbewerber von SPD und Grünen durchsetzen. Bei den Kommunalwahlen 2014 wurde er im Amt bestätigt und erhielt bei drei Gegenkandidaten von SPD, Grünen und FDP 68,46 % der abgegebenen Stimmen. Bei den Kommunalwahlen 2020 wurde Mettenborg erneut wiedergewählt. Im ersten Wahlgang erhielt er 61,2 % der Stimmen.

## Privates
Mettenborg ist seit 1996 verheiratet und Vater zweier Kinder.